# Mesochorus versutus
Mesochorus versutus là một loài tò vò trong họ Ichneumonidae.